# Louis-Joseph Pigeon
Pour les articles homonymes, voir Pigeon (homonymie).
Louis-Joseph Pigeon (né le 7 juillet 1922 à Montréal et mort le 2 mars 1993) fut un agronome et homme politique fédéral du Québec.

## Biographie
Né à Pointe-aux-Trembles dans la région de Montréal, il devient député du Parti progressiste-conservateur du Canada dans la circonscription fédérale de Joliette—L'Assomption—Montcalm en 1958, il est réélu en 1962 et en 1963. Il ne se représente pas en 1965.
Durant son passage à la Chambre des communes, il est secrétaire parlementaire du ministre de l'Agriculture de 1962 à 1963. Il est ensuite porte-parole des Progressistes-conservateurs en matière de Travaux publics de 1963 à 1964.